# Cukurguling
Cukurguling is een bestuurslaag in het regentschap Pasuruan van de provincie Oost-Java, Indonesië. Cukurguling telt 5707 inwoners (volkstelling 2010).